# 815 до н. е.

## Події
Цар Ассирії Шамшіадад V вторгся у Вавилонію, захопив Вавилон і взяв собі титул «цар Шумеру і Аккаду».
Йоахаз, цар Ізраїлю.
Єгипетська держава продовжує розпадатися на дрібні володіння. У Атрибісі та Геліополі владу захопив Бакеннефі.
Шабака І, цар країни Куш (Нубія).